# آلکساندر تاکلچیان
آلکساندر آراکلی تاکلچیان (ارمنی: Ալեքսանդր Առաքելի Թաքլչյան زاده ۱۳ نوامبر ۱۹۳۸ - درگذشته ۲۰۱۶) یک بازیگر اهل ارمنستان بود. وی بین سال‌های ۱۹۵۶-؟ میلادی فعالیت می‌کرد.

## زندگی‌نامه
وی در ۱۳ نوامبر ۱۹۳۸ در ایروان به دنیا آمد . وی در فرهنگستان دولتی تئاتر سوندوکیان و تئاتر عروسکی هوهانس تومانیان ایروان فعالیت می‌کرد. وی همچنین برندهٔ جوایزی همچون هنرمند افتخاری جمهوری ارمنستان (۲۰۰۹) شده است. وی در ۲۰۱۶ در سن ۷۸ سالگی درگذشت.